# Шиков, Александр Константинович
Александр Константинович Шиков (1948—2013) — специалист в области разработки сверхпроводящих, функциональных и конструкционных материалов атомной техники, доктор технических наук, лауреат Государственной премии. Академик Академии электротехнических наук РФ.

## Биография
Родился 11 октября 1948 года в Норильске. По окончании в 1971 году Московского института стали и сплавов по специальности «Металловедение и технология термической обработки металлов», был направлен на работу во ВНИИНМ, где прошёл путь от инженера до генерального директора.
А. К. Шиков внёс крупный вклад в развитие важнейших областей металлургии, химии и физики процессов получения и обработки цветных и редких металлов, и сплавов, сверхпроводящих соединений, композиционных материалов; он — автор трёх монографий, более 500 научных работ и 50 патентов. Под его научным руководством впервые в мире был осуществлён промышленный выпуск сверхпроводников для магнитной системы установки Токамак «Т-15», создано российское производство сверхпроводников для международного термоядерного реактора ИТЭР., проведены исследования по разработке способов и технологии получения нового поколения сверхпроводящих материалов на основе высокотемпературных керамических соединений ВТСП-2. Им внесён большой вклад в разработку нового класса высокопрочных высокоэлектропроводных материалов с наноструктурой на основе сплава Cu-Nb. Под его научным руководством была проведена реконструкция производства циркония и изделий из сплавов на его основе.
Деятельность Шикова была отмечена присуждением ему Государственной премии в области науки и техники (1994) за разработку металлургических основ и создание промышленного производства сверхпроводящих материалов второго поколения, медалью ордена «За заслуги перед отечеством» 2-й степени (200), двумя Премии Правительства РФ (2002 и 2012), Премии РАН имени академика А. А. Бочвара (2008). Также он награждён золотой и серебряной медалями Брюссельского салона изобретений.
А. К. Шиков заведовал кафедрой прикладной сверхпроводимости НИЯУ МИФИ.
В 2009 году А. К. Шиков начал работать в НИЦ «Курчатовский институт» в должности исполнительного директора Курчатовского центра нано-, био-, информационных и когнитивных наук и технологий. В июне 2013 года был назначен заместителем директора НИЦ «Курчатовский институт» по технологическому развитию.
Скоропостижно скончался 26 октября 2013 года.

## Комментарии
1. ↑  Генеральным директором ВНИИНМ А. К. Шиков был с 20 марта по 10 августа 2009 года.
2. ↑  Технология была внедрена на Чепецком механическом заводе в Глазове. Для реактора ITER Россия закрепила за собой 40 % объёма поставок сверхпроводников.